# Сулавесская сизоворонка
Сулавесская сизоворонка (лат. Coracias temminckii) — вид птиц из семейства сизоворонковых (Coraciidae). Является эндемиком субрегиона Сулавеси в Индонезии и встречается на островах Сулавеси, Бангка, Лембех, Мантераву, Муна и Бутунг. Его естественная среда обитания — субтропические или тропические влажные низменные леса.

## Описание
Размер сулавесской сизоворонки — 30—40 см, масса 144—164 г. Оперение преимущественно тёмно-фиолетовое, с бледно-лазурным шапочкой и верхними кроющими хвоста, спина оливковая. Крылья и хвост насыщенного цвета без отметин напоминают африканскую рыжешапочную сизоворонку (Coracias naevius), но отличаются лазурными шапочкой и надхвостьем, а также подхвостьем без пестрин. Крупный клюв — чёрный. Половой диморфизм отсутствует. Птенцы похожи на взрослых особей, но с более тусклым оперением.
От симпатричного восточного широкорота (Eurystomus orientalis) и аллопатричного Eurystomus azureus отличается чёрной головой, лазурными короной и надхвостьем, оливковой спиной и сплошным фиолетовым крылом без лазурного пятна.

## Распространение и среда обитания
Это единственная гнездящаяся сизоворонка на Сулавеси, населяет Сулавеси и шельфовые острова Мантераву, Бангка, Лембех, Муна и Бутунг. Ведёт оседлый образ жизни. Обитает в частично закрытых, сильно заросших лесных районах за пределами первичного леса, на высоте до 1000—1150 м, включая опушки леса, большие поляны с большим количеством живых или мертвых крупных деревьев. Иногда обитает на вершинах деревьев в первичном лесу. На высотах ниже 800 м и до уровня моря населяет редколесье, болотистые леса, лесистые саванны, открытые кустарниковые леса, посевы, окраины деревень с огородами и небольшими хозяйствами, где свободно использует телеграфные провода и мертвые ветви высоких деревьев.

## Поведение

### Вокальное поведение
В литературе описаны плохо, но упоминаются различные резкие ноты «krark», чередующиеся с восходящим прерывистым «tjorra».

### Питание
В рацион питания входят саранча, кузнечики, жуки и мелкие ящерицы, выхватывает насекомых из листвы деревьев. Охотится на видном месте, откуда спускается на землю, чтобы схватить добычу. Недавно был зафиксирован единственный случай, когда сулавесская сизоворнка убила взрослого полевого воробья (Passer montanus).

### Размножение
Яйца были обнаружены в ноябре. Хорошо подросшие молодые в гнездах в конце сентября — начале декабря. Молодых птенцов выкармливают в марте. На сегодняшний день найдено несколько гнезд, все в отверстиях деревьев на высоте 5-20 м над землей, одно — в сучке, другое — в старой норе дятла, одно — в 10 м вверх по стволу мертвой пальмы. Кладка из трех яиц.

## Классификация
Вид был описан Луи Пьером Вьейо в 1819 году под биномиальным названием Garrulus temminckii. Видовое название было выбрано в честь голландского орнитолога Конрада Якоба Темминка. Подвидов не выделяют. Родственные связи неясны. Молекулярно-филогенетическое исследование, опубликованное в 2018 году, показало, что наиболее близкий родственник сулавесской сизоворонки, вероятно, индокитайская сизоворонка (Coracias affinis).

## Природоохранный статус
Не находится под глобальной угрозой. В некоторых районах Сулавеси, по некоторым данным, довольно распространен или встречается локально. Плотность или численность не оценивались, но средний ареал, по-видимому, занимает много гектаров. Неизвестно, как этот вид реагирует на изменение среды обитания, вызванное человеком. Встречается в национальных парках Думога-Боун и Лоре-Линду, а также в заповеднике Гунунг-Амбанг.

## Галерея

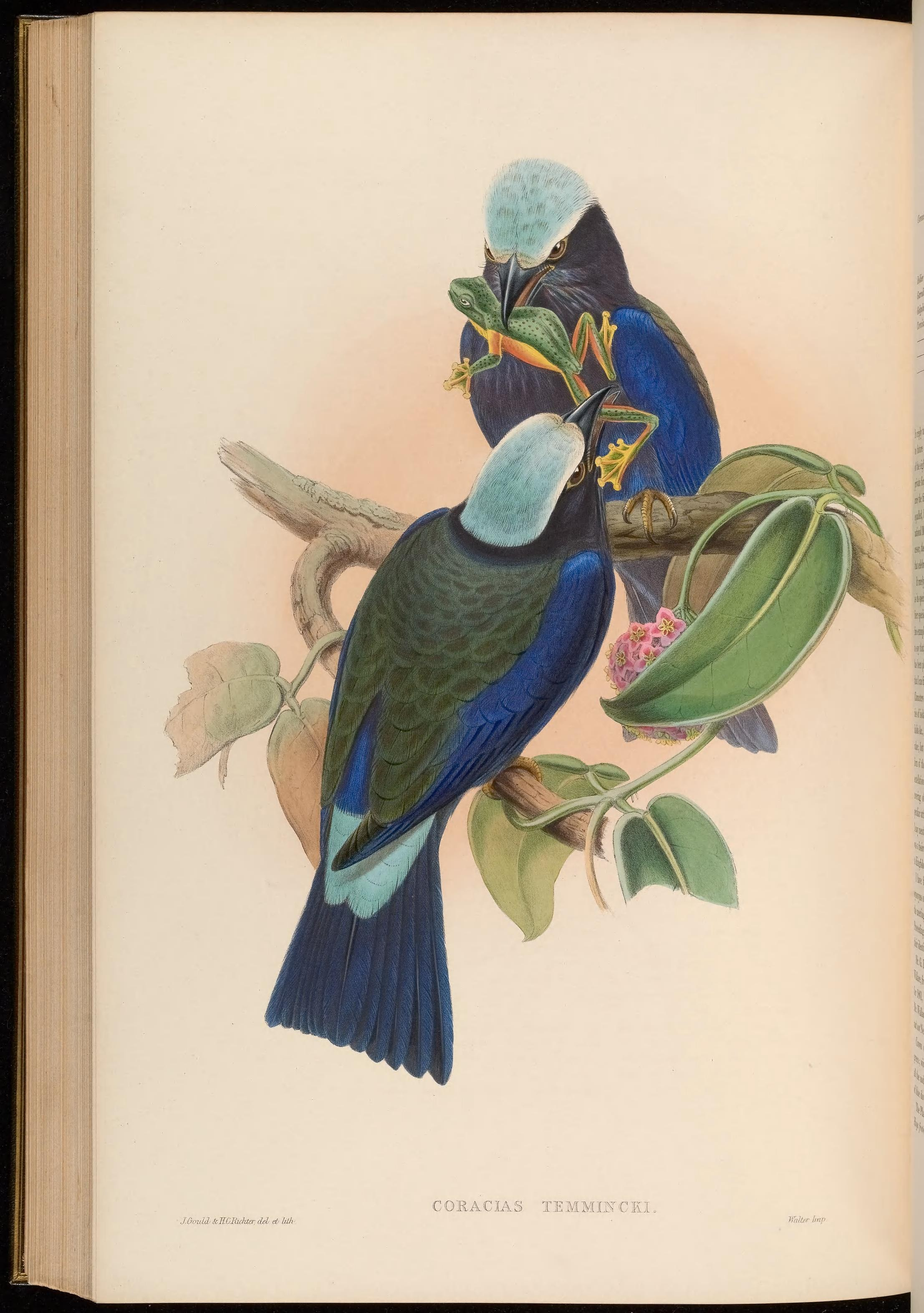
Из книги «Birds of Asia» Джона Гульда
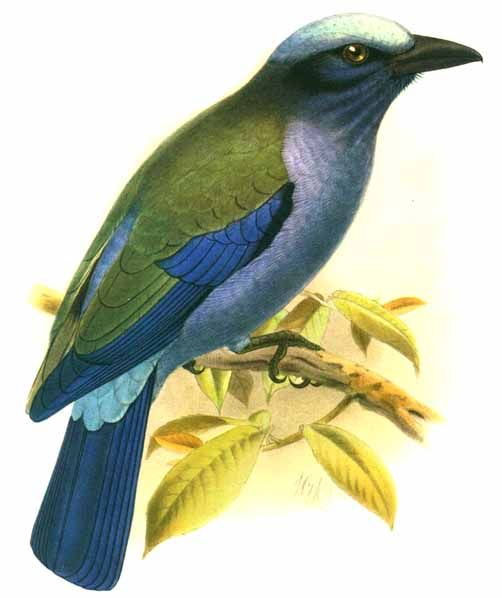
Иллюстрация Йоханнеса Герарда Кёлеманса